# Yves Theisen
Yves Theisen (Lusambo, 2 juni 1946) is een gewezen Belgische atleet, die zich had toegelegd op het verspringen en het hoogspringen. Hij veroverde op twee nummers negen Belgische titels.

## Biografie
Theisen verbeterde in 1964 het Belgisch record in het hoogspringen van Charles Timmermans tot 2,00 m. In 1966 en 1968 werd hij Belgisch kampioen in het hoogspringen.
Tussen 1965 en 1974 veroverde Theisen zeven Belgische titels in het verspringen, waarvan vier opeenvolgende.

### Clubs
Theisen was aangesloten bij CA Schaarbeek en Beerschot VAV.

## Belgische kampioenschappen
| Onderdeel    | Jaar                                    |
| ------------ | --------------------------------------- |
| verspringen  | 1965 1966, 1967, 1968, 1970, 1973, 1974 |
| hoogspringen | 1966, 1968,                             |

## Persoonlijke records
| Onderdeel    | Prestatie      | Datum        | Plaats |
| ------------ | -------------- | ------------ | ------ |
| 100 m        | 10,6 s         |              |        |
| verspringen  | 7,60 m         | 22 juni 1964 | Aarhus |
| hoogspringen | 2,00 m (ex-NR) | 12 juli 1964 | Zürich |

## Palmares

### verspringen
- 1965:  BK AC – 7,23 m
- 1966: 9e Europese Indoor Games in Dortmund – 7,20 m
- 1966:  BK AC – 7,23 m
- 1966: DNS EK in Boedapest
- 1967:  BK AC – 7,32 m
- 1968:  BK AC – 7,30 m
- 1970:  BK AC – 7,31 m
- 1973:  BK AC – 7,29 m
- 1974:  BK AC – 7,14 m

### hoogspringen
- 1966:  BK AC – 2,00 m
- 1966: DNS EK in Boedapest
- 1968:  BK AC – 2,00 m